# Jakub Ostrowski
Jakub Ostrowski (ur. 16 kwietnia 1976 w Kaliszu) – polski piłkarz, grający na pozycji obrońcy lub pomocnika, trener piłkarski.

## Kariera
Grał w juniorach SKS 13 Poznań. W 1995 roku zadebiutował w pierwszej drużynie Lecha Poznań. W barwach tej drużyny rozegrał 33 mecze w I lidze. W rundzie wiosennej sezonu 1997/1998 zagrał 15 meczów w Warcie Poznań. W latach 1998–2000 grał w greckim Athinaikosie, po czym wrócił do Polski, reprezentując barwy Górnika Łęczna, Warty Poznań i Aluminium Konin. Od 2002 roku ponownie grał w Grecji, najpierw w PS Kalamata, a następnie w AÉ Achaïkí. Później był zawodnikiem Kani Gostyń, Lechity Kłecko, Unii Swarzędz oraz TPS Winogrady.
W 2009 roku został trenerem TPS Winogrady. W październiku 2010 roku został trenerem Unii Swarzędz. W 2013 roku wskutek niesatysfakcjonujących wyników został zwolniony z tej funkcji. W latach 2014–2015 trenował piłkarzy Huraganu Pobiedziska. W kwietniu 2016 roku ponownie został trenerem Unii Swarzędz. Na początku maja 2018 roku na tym stanowisku zastąpił go Sławomir Majak.

## Statystyki ligowe
| Sezon         | Klub            | Liga           | Mecze | Gole |
| ------------- | --------------- | -------------- | ----- | ---- |
| 1995/1996     | Lech Poznań     | I liga         | 27    | 0    |
| 1996/1997     | Lech Poznań     | I liga         | 3     | 0    |
| 1997/1998 (j) | Lech Poznań     | I liga         | 3     | 0    |
| 1997/1998 (w) | Warta Poznań    | II liga        | 15    | 4    |
| 1998/1999     | Athinaikos AS   | Beta Ethniki   | 29    | 2    |
| 1999/2000     | Athinaikos AS   | Beta Ethniki   | 5     | 0    |
| 2000/2001 (j) | Górnik Łęczna   | II liga        | 5     | 0    |
| 2000/2001 (w) | Warta Poznań    | III liga       | ?     | ?    |
| 2001/2002 (j) | Warta Poznań    | III liga       | ?     | ?    |
| 2001/2002 (w) | Aluminium Konin | III liga       | ?     | ?    |
| 2002/2003     | PS Kalamata     | Beta Ethniki   | 29    | 5    |
| 2003/2004     | PS Kalamata     | Beta Ethniki   | 14    | 1    |
| 2004/2005     | PS Kalamata     | Beta Ethniki   | 16    | 2    |
| 2005/2006 (j) | AÉ Achaïkí      | Gamma Ethniki  | 5     | 0    |
| 2005/2006 (w) | Kania Gostyń    | III liga       | ?     | ?    |
| 2006/2007 (j) | Lechita Kłecko  | IV liga        | ?     | ?    |
| 2006/2007     | Unia Swarzędz   | klasa okręgowa | ?     | ?    |
| 2007/2008     | Unia Swarzędz   | IV liga        | ?     | ?    |
| 2008/2009     | Unia Swarzędz   | III liga       | 28    | 8    |
| 2009/2010     | TPS Winogrady   | klasa okręgowa | ?     | ?    |